# Billaea fasciata
Billaea fasciata là một loài ruồi trong họ Tachinidae.